# Parti socialiste polonais
Pour les autres articles nationaux ou selon les autres juridictions, voir Parti socialiste.
 (décembre 2020).
Si vous disposez d'ouvrages ou d'articles de référence ou si vous connaissez des sites web de qualité traitant du thème abordé ici, merci de compléter l'article en donnant les références utiles à sa vérifiabilité et en les liant à la section « Notes et références ».
Le Parti socialiste polonais (en polonais : Polska Partia Socjalistyczna, PPS) est un parti politique polonais de gauche, créé à Paris en 1892. Il est l'une des principales forces politiques en Pologne jusqu'en 1948, date où le pouvoir communiste le fait disparaître.

## Histoire
Le socialisme polonais moderne, apparu dans les années 1870, est influencé par les œuvres des idéologues russes et français et, plus tard, par Marx et Engels. Le mouvement socialiste polonais est également héritier de la tradition indépendantiste polonaise. La question de l'indépendance de la Pologne, occupée par l'Empire russe, la Prusse et l'Autriche depuis la fin du XVIIIe siècle, et des objectifs nationaux et internationaux qui en découlent, préoccupe et divise les militants du mouvement depuis le début.  
Pour Jarosław Dąbrowski et Walery Wróblewski, commandants militaires du soulèvement polonais de janvier 1863 contre le régime tsariste puis de la Commune de Paris en 1871, la lutte pour l'indépendance polonaise et la lutte socialiste sont liées. Ludwik Waryński, fondateur du premier parti révolutionnaire polonais Proletariat  en 1882, qui appartient à la génération suivante, pense que la question de l'indépendance de la Pologne est devenue obsolète et que la révolution prolétarienne est la plus importante. En 1883, Waryński est arrêté et condamné pour ses activités aux travaux forcés. Il mourra en martyre de la cause socialiste dans la forteresse russe de Chlisselbourg. 
La vague des arrestations et des répressions des années 1878-1879 oblige beaucoup de socialistes polonais à s'exiler, principalement à Genève, dont Ludwik Krzywicki, Bolesław Limanowski, Marcin Kasprzak ainsi que Stanisław Mendelson et sa femme Maria Jankowska.   

### Congrès fondateur
Du 17 au 23 novembre 1892, se tient à Paris un congrès de l'Union des socialistes polonais à l'étranger auquel participe également le parti social-révolutionnaire Prolétariat. Cette date est symboliquement considérée comme la date de création du PPS - Parti Socialiste Polonais. Son principal dirigeant est Bolesław Limanowski, président de l'Union, mais d'autres personnalités en font partie comme Ignacy Daszyński, Józef Piłsudski ou encore les théoriciens de l'idée coopérative, Stanisław Wojciechowski et Edward Abramowski, l'économiste Zofia Daszyńska-Golińska.
Le programme du PPS est la synthèse des revendications socialistes et nationalistes. Il fait de l'indépendance nationale une condition nécessaire au socialisme et réclame l'annulation des partages de la Pologne et la création d'un État polonais indépendant. Il prévoit la défense des travailleurs, l'école gratuite, la liberté d'expression, le respect des droits de chaque citoyen, indépendamment de son origine, de sa race, de sa nationalité et de sa religion, la limitation à 40 heures de travail par semaine, une nationalisation des terres et des moyens de production, une planification de la production et une démocratie socialiste.

### Action clandestine

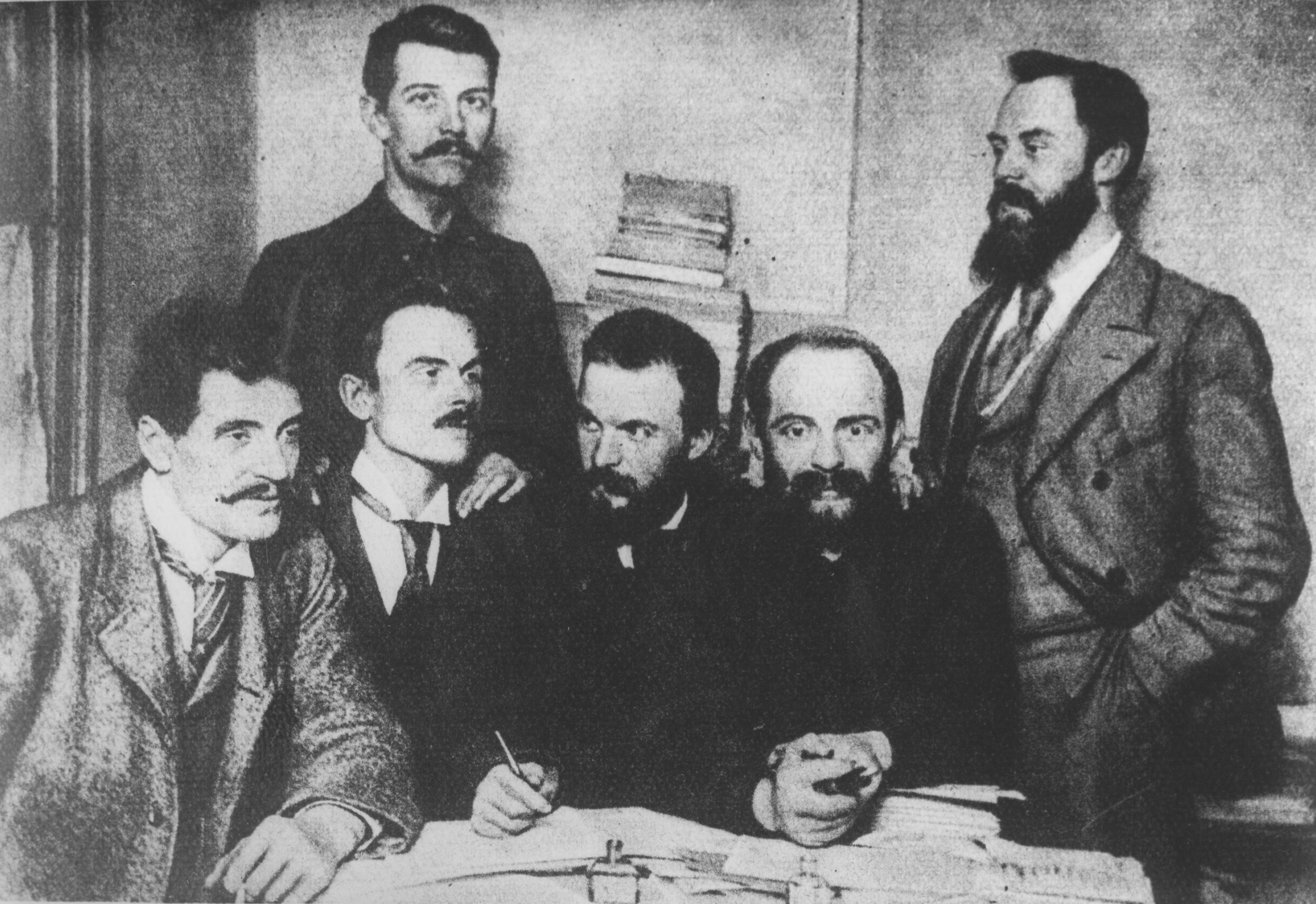
Leaders du PPS à Londres en 1896. De gauche à droite Ignacy Mościcki, Bolesław Jędrzejowski, Józef Piłsudski, Aleksander Dębski. Debout : Bolesław Miklaszewski, Witold Jodko-Narkiewicz.

Le premier congrès national sur le sol de l'ancien État polonais se tient en juin 1893 à Vilnius avec la participation de Józef Piłsudski, Stanisław Wojciechowski, Aleksander Sulkiewicz, Ludwik Zajkowski et Stefan Bielak. Deux mois plus tard, en août 1893, les socialistes s'opposant vigoureusement à l'indépendance de la Pologne, dont  Rosa Luxemburg et Leo Jogiches, fidèles à la Deuxième Internationale, font scission et se séparent du PPS en fondant le Parti social-démocrate du Royaume de Pologne et de Lituanie (SDKPiL). Ce mouvement va constituer la pépinière du futur parti communiste de Pologne.

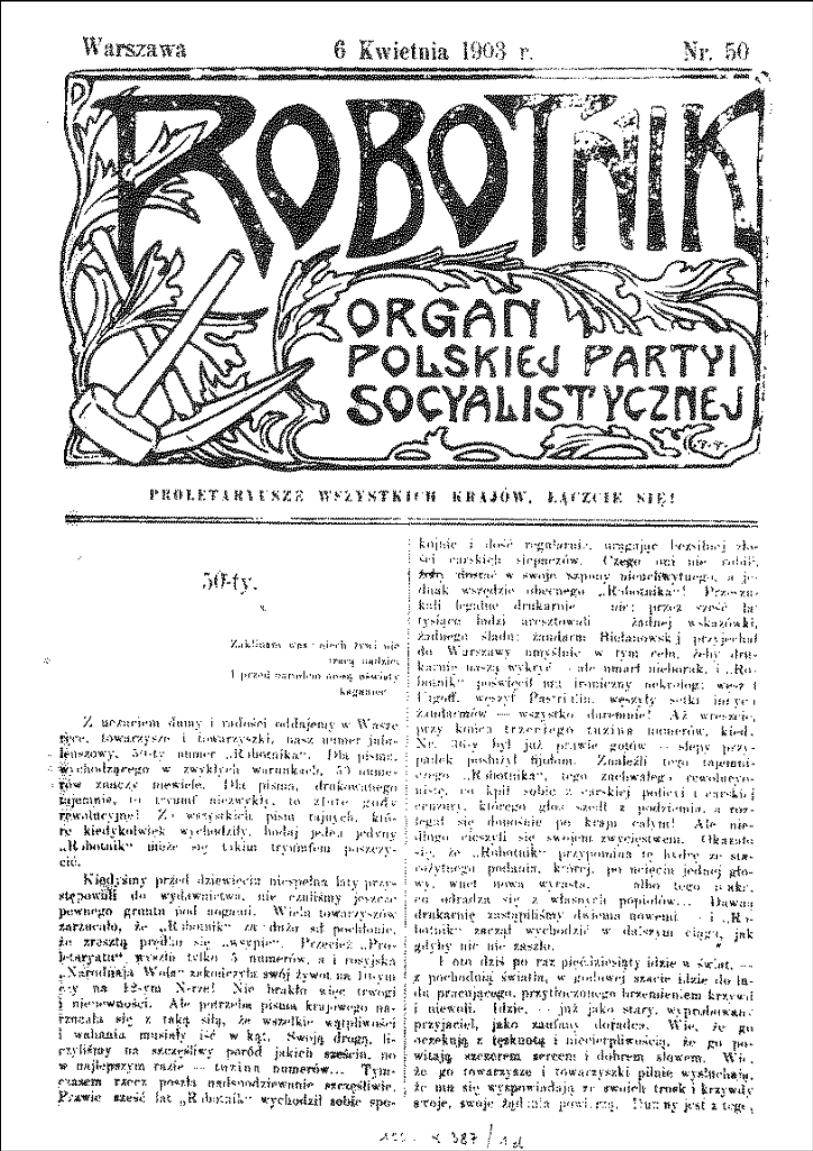
L'organe de presse du PPS, Robotnik, en 1903.

Le deuxième congrès du PPS se tient en février 1894 à Varsovie et fonde l'organe central du PPS : le Comité central ouvrier avec Jan Stróżecki, Julian Grabowski, Józef Piłsudski, Paulin Klimowicz.  Le congrès décide aussi de créer son organe de presse nommé Robotnik (en) (« L'Ouvrier »). Józef Piłsudski en devient le rédacteur en chef et exerce une très forte influence sur l'idéologie de la formation. Après l'arrestation de Stróżecki, Grabowski et Klimowicz en août 1894, le parti est dirigé par Józef Piłsudski, Kazimierz Pietkiewicz et Stanisław Wojciechowski. Malgré la traque et les arrestations par la police tsariste, l'organisation se développe et des comités de travailleurs sont créés dans plusieurs villes polonaises.
Au départ, l'activité du parti se résume à la diffusion des idées et à l'agitation sociale. Mais en 1904, l'organisation se dote, à l'initiative de Piłsudski, d'une branche militaire : Organisation de Combat du PPS (Organizacja Bojowa ou OB PPS), qui organise des attentats contre les autorités et les institutions tsaristes. Ses premières actions armées font suite à l'annonce de la mobilisation des Polonais dans l'armée russe pour participer à la guerre contre le Japon.

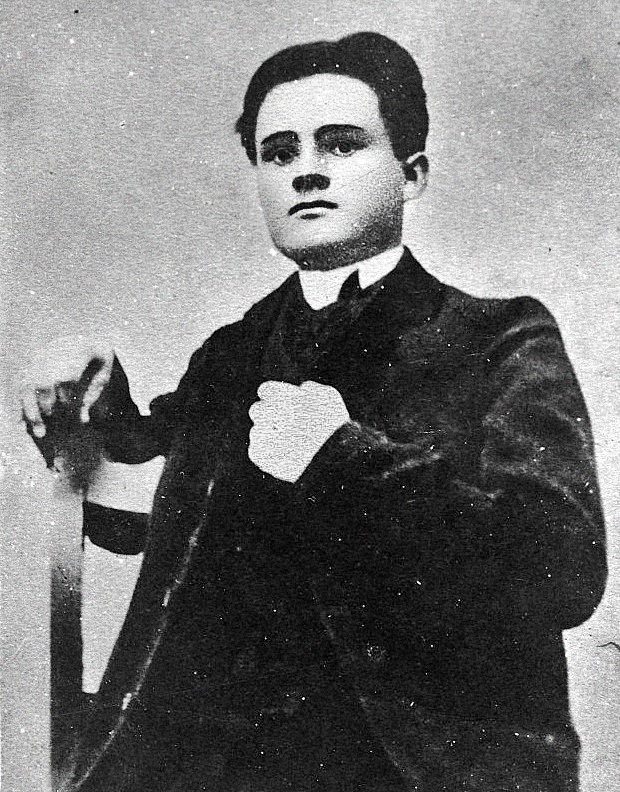
Stefan Okrzeja, Militant du PPS, condamné à mort et pendu sur les pentes de la Citadelle de Varsovie. Après sa mort, il devient un symbole des luttes révolutionnaires et indépendantistes.

Le PPS participe activement à la révolution qui éclate en 1905 sur les terres polonaises, en écho à la révolution russe, et Piłsudski joue un rôle majeur dans ces événements. Au début de l'année 1905, il ordonne au PPS de lancer une grève générale qui implique 400 000 ouvriers et dure deux mois avant sa répression par les autorités russes. L'exécution publique par les autorités russes à Varsovie des militants PPS Stefan Okrzeja, Henryk Baronet Józef Montwiłł-Mirecki marque durablement le mouvement. Piłsudski engage également le PPS à boycotter les élections à la première Douma. De cette décision, et de sa volonté d'obtenir l'indépendance de la Pologne par la violence, résulte une scission au sein du PPS. La révolution met à jour le conflit entre deux factions au sein du parti qui finissent de se séparer définitivement  lors du congrès de février 1906. Ainsi naissent : 
- le PPS-Gauche (PPS-Lewica) qui préfèrera ensuite s'associer avec le Parti social-démocrate du royaume de Pologne et de Lituanie (SDKPiL), en vue d'étendre une révolution prolétaire dans toute la Russie ;
- le PPS-Fraction Révolutionnaire (PPS-FR, ou Frak), qui vise l'indépendance de la Pologne, appelle au soulèvement national et multiplie des attentats. Józef Piłsudski est son chef incontesté. Le PPS-FR contrôle l'Organisation de Combat du PPS dirigée par Kazimierz Sosnkowski.

Rosa Luxemburg critique très durement le PPS-FR, qui selon elle « était devenu l’allié de la bourgeoisie contre le socialisme ». Bien qu'elle soit juive polonaise laïque originaire de Zamość, elle est tout aussi critique du parti socialiste juif, l'Union générale des travailleurs juifs (Bund), fondé en 1898, ce qui démontre la relation problématique entre socialisme et nationalité dans cette partie de l'Europe.

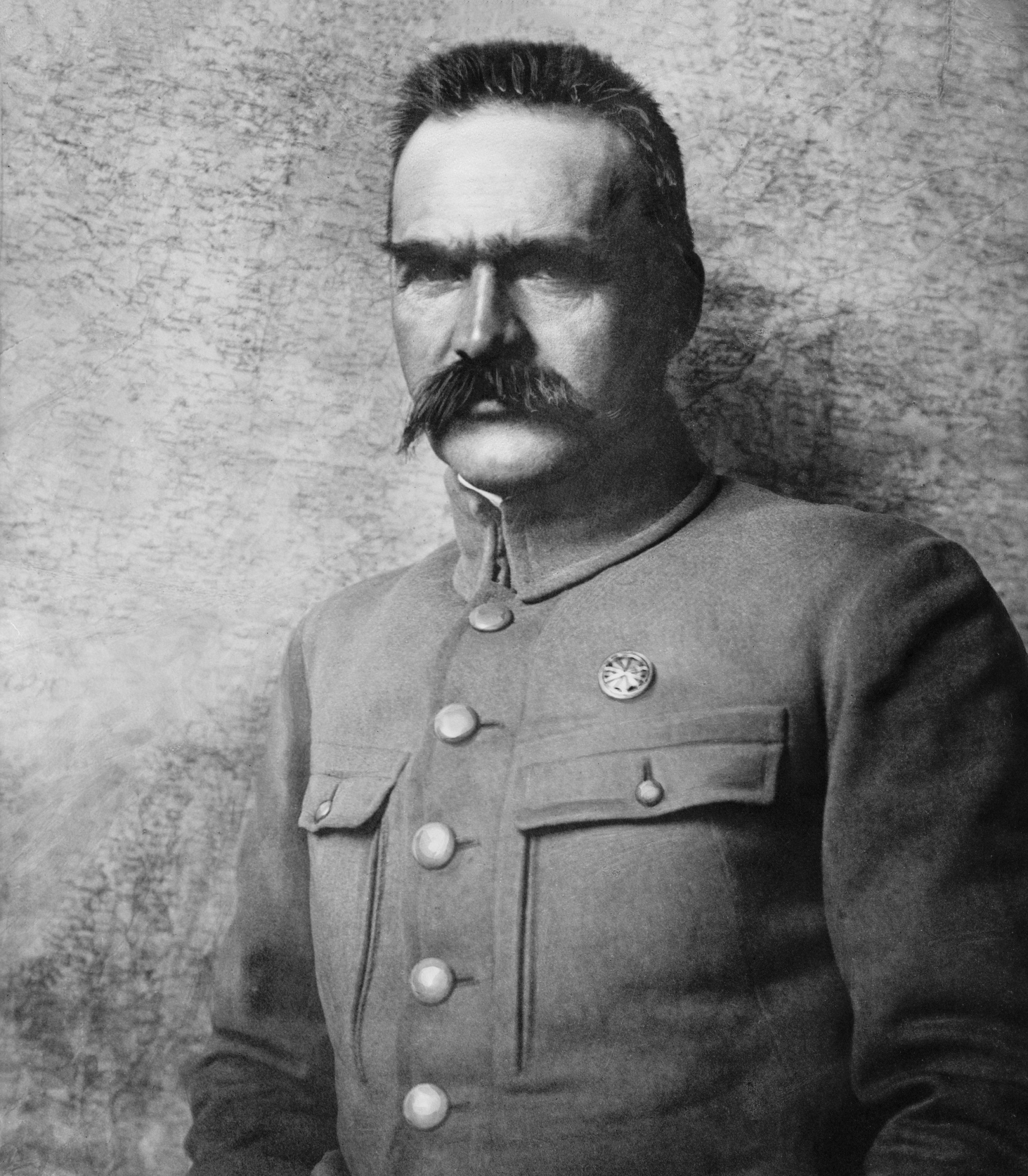
Józef Piłsudski.

Piłsudski et ses partisans étendent le combat contre la Russie pour obtenir l'indépendance, appellent au soulèvement national, organisent des attaques pour financer leur cause, des expropriations, des attentats. Sa faction PPS-FR devient majoritaire au sein du PPS et Piłsudski s'impose comme l'un des dirigeants les plus importants du mouvement jusqu'au déclenchement de la Première Guerre mondiale.  
En 1909, le PPS-FR, majoritaire, reprend le nom PPS, tandis que le PPS-Gauche rejoint le SDKPiL, qui soutiendra la révolution russe de 1917, et créera en 1918 le Parti Communiste de Pologne. En 1911, quelques membres s'opposent à Piłsudski et créent le PPS-Opposition, dont Tomasz Arciszewski et Feliks Perl, mais ils reviendront au PPS après son départ. 
Après le déclenchement de la Première Guerre mondiale, Piłsudski quitte le PPS, mais une grande majorité du parti reste influencée par ses concepts d'indépendance. Le XIIe Congrès du PPS qui se tient en 1916 à Piotrków Trybunalski est en faveur de la construction de la Pologne en tant que république démocratique indépendante. Après le XIVe et dernier congrès du PPS dans la clandestinité, qui a lieu en septembre 1918, le parti est dirigé par le Comité Central Ouvrier composé de : Tomasz Arciszewski, Rajmund Jaworowski, Marian Malinowski, Mieczysław Niedziałkowski (rédacteur en chef de Robotnik), Feliks Perl, Zygmunt Zaremba et Bronisław Ziemięcki.

### Au sein de l’État polonais (1918-1939)
Le 6 novembre 1918, le PPS et le Parti paysan polonais Piast (en) (PSL-Piast) créent le gouvernement intérimaire de la République de Pologne. Il est dirigé par Ignacy Daszyński, désormais membre du PPS. Le 11 novembre, Józef Piłsudski qui vient d'être libéré de la prison allemande de Magdebourg et de regagner la Pologne, est nommé, par le Conseil de régence, commandant en chef des forces armées polonaises et chargé de former un gouvernement pour le nouvel État. Le conseil de régence cesse d'exister et le gouvernement de gauche de Daszyński reconnaît l'autorité de Piłsudski et démissionne. Piłsudski nomme alors un autre socialiste, membre du PPS : Jędrzej Moraczewski. Le 22 novembre, le nouveau gouvernement formé par ce dernier offre à Piłsudski le titre de Chef de l'État. Il conserva ses fonctions jusqu'au 9 décembre 1922, la date de l'élection de Gabriel Narutowicz à la présidence de la République. La droite comme la gauche polonaise reconnaissent alors que l'action militaire et politique de Piłsudski a largement contribué au recouvrement de la souveraineté par la Pologne.
Cependant, la nouvelle République polonaise n'a toujours pas de frontières et de territoires définis. Il lui faudra trois ans pour établir ses frontières au cours des six guerres contre l'Allemagne, la Tchécoslovaquie, la Lituanie, l'Ukraine occidentale et la Russie soviétique, et pour définir ses institutions. 

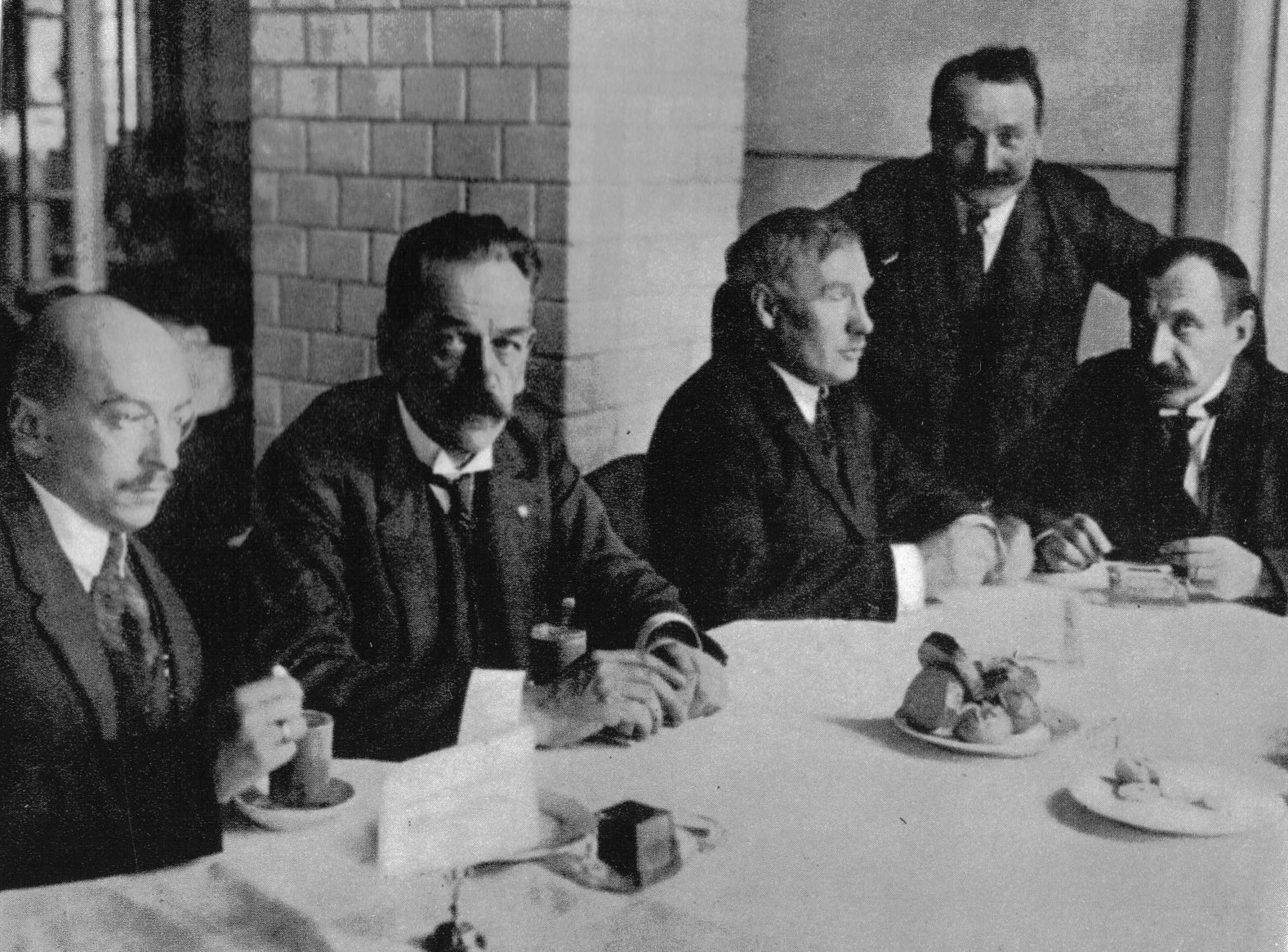
Adam Pragier, Jędrzej Moraczewski, Norbert Barlicki, Marian Malinowski et Rajmund Jaworowski.

Le gouvernement de Jędrzej Moraczewski est résolument de gauche et s’attelle tout de suite aux réformes sociales : il instaure des élections par scrutin démocratique universel, direct, secret et proportionnel et les femmes obtiennent le droit de vote. Les syndicats et les grèves sont légalisées, la journée de travail est désormais de 8 heures et la semaine de 46 heures. Le gouvernement instaure l'inspection du travail, l'assurance maladie obligatoire, un moratoire sur le logement des chômeurs, ainsi qu'une interdiction d'augmentation le loyer des appartements une ou deux pièces au-dessus du niveau de juin 1914 et restreint le droit d'expulsion.  
Pour renforcer l'unité nationale, Piłsudski remplace, au début de l'année 1919, Moraczewski par l'éminent pianiste Ignacy Paderewski, très respecté par les nationaux-démocrates, à la tête d'un gouvernement d'experts indépendant des partis. Ainsi, les premières élections législatives polonaises, reposant sur le suffrage universel et la représentation proportionnelle, qui se déroulent en janvier 1919, donnent un parlement divisé mais relativement équilibré. Le PPS remporte 9,1 % des suffrages et 35 des 432 sièges.   
Pendant la guerre soviéto-polonaise en 1920, le PPS entre au gouvernement de la défense nationale, dans lequel Ignacy Daszyński prend le poste de vice-Premier ministre. Norbert Barlicki et son adjoint Bronisław Ziemięcki rejoignent le Conseil pour la défense de l'État. En août 1920, le PPS organise le Comité et le Régiment des travailleurs pour la défense de Varsovie. De nombreux militants du PPS prennent part aux combats.
Le PPS recrute ses adhérents dans l'environnement urbain et industriel, parmi les travailleurs et l'intelligentsia. En 1921, le prolétariat industriel ne représente que 17 % de la population du pays et le PPS compte près de 55 000 membres. Il crée diverses associations satellites, telles que l'Association des jeunes socialistes, ou les Camarades étudiants et ouvriers. Les principaux responsables politiques du parti dans les années 1920 et 1930 sont Ignacy Daszyński, Mieczysław Niedziałkowski, Kazimierz Pużak, Zygmunt Żuławski, Jędrzej Moraczewski et Herman Lieberman. 
Aux élections législatives de 1922, le parti obtient 10 % des voix et 41 sièges au Sejm (ou Diète), la chambre basse du parlement, et 7 au Sénat. En décembre 1922, l'élection du président Gabriel Narutowicz avec les voix de gauche et des minorités provoque de graves troubles dans la rue. Le PPS a appelle à la défense du président et de la constitution. Le président est abattu sept jours après son arrivée au pouvoir par un déséquilibré mental proche de la droite nationaliste.
Après la mort de Narutowicz, c'est Stanisław Wojciechowski, l'un des fondateurs du PPS, qui devient président de la Pologne et le PPS soutient le gouvernement indépendant de Władysław Sikorski. Mais celui-ci s'effondre rapidement. Le nouveau gouvernement de centre-droit de Wincenty Witos, chef de l'aile modéré du Mouvement paysan, formé en mai 1923 est obligé d'affronter la rue. La situation économique du pays est catastrophique. En raison de l'hyperinflation et de la hausse des prix, les syndicats proches du PPS annoncent une grève des chemins de fer. Le gouvernement commence à militariser les chemins de fer. En réponse, le PPS et la Commission centrale des syndicats déclenchent une grève générale le 5 novembre 1923. Le gouvernement fait sortir l'armée dans les rues. Des affrontements ont lieu à Cracovie, Borysław et Tarnow, appelés plus tard « soulèvement de Cracovie », au cours desquels il y a des morts parmi les militaires et les ouvriers. Cela entraîne la chute du gouvernement Witos.
Afin de juguler la crise, le gouvernement de Władysław Grabski obtient des pouvoirs exceptionnels. En 1924, il stabilise la monnaie en introduisant un nouveau système monétaire, crée la Banque de Pologne et met en œuvre de la réforme agraire. Une autre crise économique en 1925 conduit à la création d'un gouvernement de coalition d'Aleksander Skrzyński avec la participation du PPS : Jędrzej Moraczewski puis Norbert Barlicki en tant que ministre des travaux publics et Bronisław Ziemięcki en tant que ministre du travail et de la protection sociale. En raison de changements dans la politique gouvernementale jugés antisociaux, le PPS se retire le gouvernement le 20 avril 1926, ce qui provoque sa chute. Les députés du PPS présentent une motion pour dissoudre le Sejm, mais elle est rejetée par la majorité de centre-droit.
Devant les troubles politiques dont la droite est jugée responsable, le PPS soutient le coup d'État du maréchal Piłsudski en mai 1926. Le syndicat des cheminots lié au parti se met en grève le 13 mai, ce qui empêche le gouvernement de transférer les troupes qui lui sont fidèles de la Grande Pologne à Varsovie. Le Comité exécutif central du PPS appelle à l'organisation d'une grève générale.
Lors des élections législatives de 1928, le PPS réussit à obtenir 13 % des voix et remporte 64 sièges au Sejm et 10 au Sénat.

Déçu du tournant autoritaire du régime de Sanacja (en), le parti rentre dans l'opposition en 1927. Cela provoque des différends au sein du PPS. Jędrzej Moraczewski rejoint le gouvernement de Józef Piłsudski, ce qui entraîne son exclusion du PPS. Le 17 octobre 1928, quelques fidèles du maréchal, dont Rajmund Jaworowski créent un petit parti pro-gouvernemental, PPS-FR. 

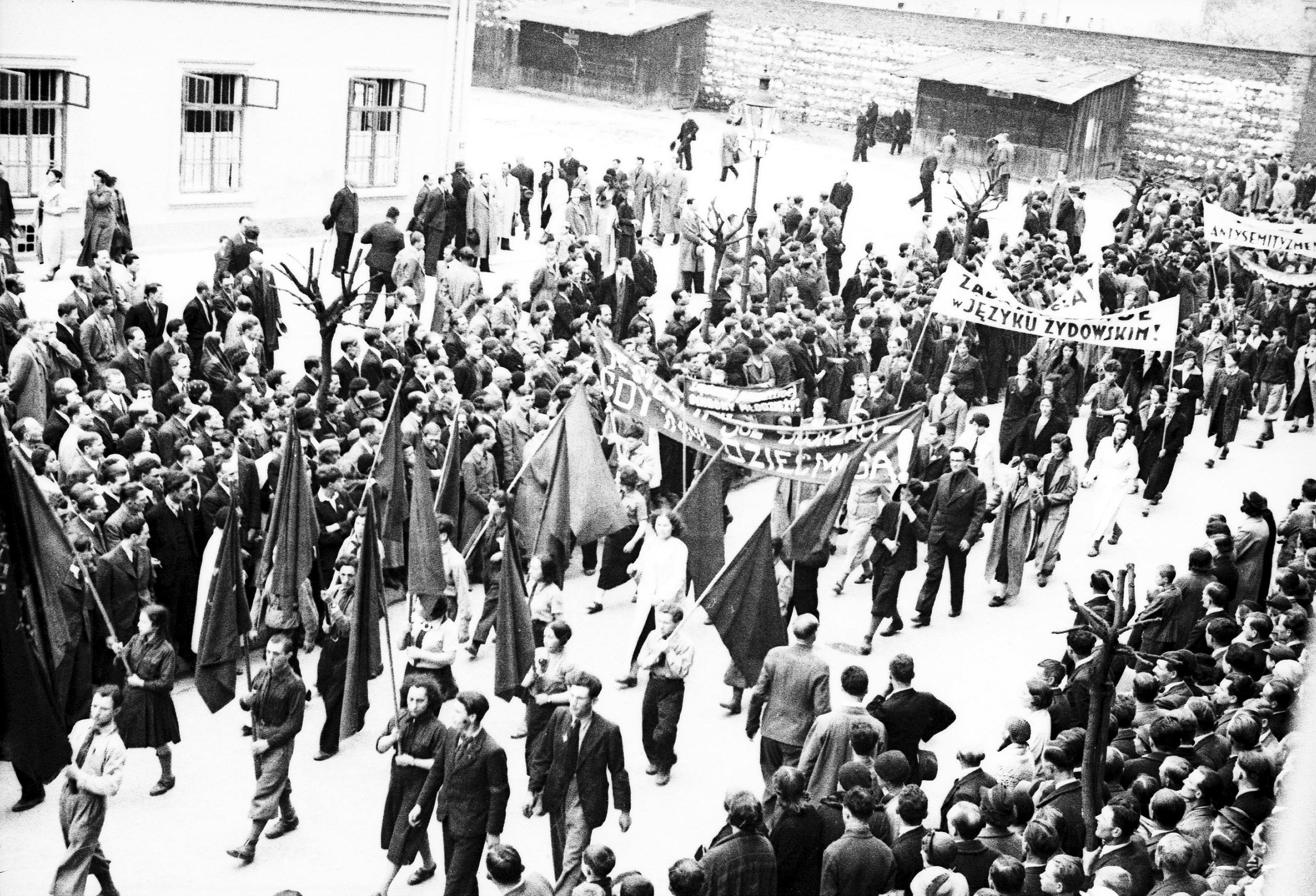
Le PPS défile le 1er mai 1936 à Cracovie

En 1929, le PPS entre en coalition d'opposition Centrolew (en) (Centre-gauche) avec Parti paysan polonais Libération, Parti paysan polonais Piast, Parti paysan, Parti ouvrier national et Parti polonais de la démocratie chrétienne.  
En 1930, le parlement est dissous et de nombreux socialistes sont arrêtés et détenus dans la prison de Brześć-sur-le Boug, dont Norbert Balicki, Adam Ciołkosz et Herman Lieberman. Malgré cela, dans les nouvelles élections tenues en 1930 où la coalition pro-gouvernementale BBWR (Bezpartyjny Blok Współpracy z Rządem - Bloc non partisan pour la coopération avec le gouvernement) remporte 56 % des 444 sièges au Parlement, Centrolew obtient 13 % et 79 sièges dont 24 sont occupés par les militants PPS. Le journal du PPS Robotnik, pourtant fondé par Piłsudski, soutient alors l'opposition et tombe sous le coup de la censure.
Les élections de 1935 et 1938 sont boycottées par le PPS.

### Seconde Guerre mondiale
Au moment de l'invasion de la Pologne par l'Allemagne en septembre 1939, Mieczysław Niedziałkowski, Zygmunt Zaremba et Wilhelm Topinek deviennent  membres du Comité civique nommé par le commandant de l'armée Varsovie, le général Juliusz Rómmel. Des membres du PPS participent à la défense de Gdynia dans les rangs du Bataillon rouge et à la défense de Varsovie dans les rangs de la Brigade des travailleurs volontaires de la Défense de Varsovie. Ces troupes qui ne devaient remplir que des tâches auxiliaires, bientôt  participent au combat.

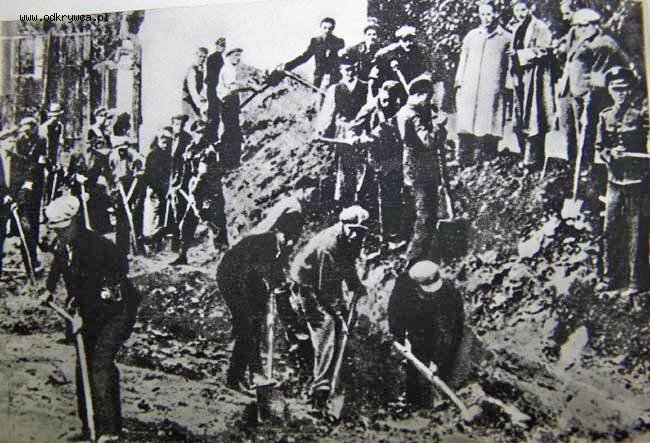
La Brigade ouvrière de la défense de Varsovie au travail, créé à l'initiative du PPS et en particulier Zygmunt Zaremba.

En octobre 1939, le PPS passe dans la clandestinité et se transforme en PPS-WRN (pour « Wolność Równość Niepodległość » qui signifie « Liberté Égalité Indépendance »), dirigé par Kazimierz Pużak, Zygmunt Zaremba et Tomasz Arciszewski. Une petite partie des militants du PPS d'avant-guerre, comme Zygmunt Żuławski, Stanisław Dubois, Norbert Barlicki ou Adam Próchnik, n’intègrent pas la nouvelle structure. 
Le PPS-WRN crée son bras militaire, la Garde populaire du WRN (Gwardia Ludowa WRN) qui à l'été 1940 compte environ 10 000 membres. En 1940, le mouvement est subordonné au Związek Walki Zbrojnej (ZWZ ou Union pour la lutte armée), qui devient Armia Krajowa (AK ou Armée Nationale de l'Intérieur) en 1942. En 1944 Gwardia Ludowa WRN compte environ 42 000 hommes.
Les membres du PPS exilés en France créent dès le début de 1941 dans les départements du Nord et Pas-de-Calais deux organisations clandestines, l’Organisation S et Orzeł Biały (« Aigle blanc ») qui ont pour but d’informer les Polonais de France sur l’évolution de la situation militaire en Pologne et propager l’idée de la Résistance aux Allemands.
Pendant les années de l'occupation, les militants du WRN sont engagés dans diverses structures de l'État polonais qui fonctionne dans la clandestinité. Il convient de mentionner l'implication des socialistes dans l'aide aux Juifs au sein du Conseil pour aider les juifs Żegota. Son premier président est Julian Grobelny.
Des divergences quant à l'attitude à prendre envers l'Union soviétique après son invasion par l'Allemagne nazie et la diverse appréciation des accords Sikorski–Maïski donnent naissance 1er septembre 1941 à un nouveau parti de gauche appelé Socialistes Polonais (PS ou Polscy Socjaliści) et dirigé par Adam Próchnik. Leszek Raabe, Stanisław Chudoba, Edward Osóbka-Morawski font partie de ce mouvement. La tentative de rapprochement entre PS et PPS échoue et les deux partis sont concurrents auprès des structures du gouvernement polonais exilé à Londres. 
Kazimierz Pużak est l'artisan de la déclaration commune des quatre principaux partis polonais, fruit d'un compromis entre le PPS, le Stronnictwo Ludowe, le Stronnictwo Narodowe et le Stronnictwo Pracy, qui acceptent de coopérer au moins jusqu'à l'annonce des élections législatives dans une Pologne libérée des deux occupants. En janvier 1944, il devient le président du Conseil d'unité nationale, parlement polonais opérant dans la clandestinité en Pologne occupée. Au printemps, le président Władysław Raczkiewicz, crée le Conseil national des ministres avec le délégué du gouvernement polonais en exil, Jan Jankowski, comme vice-premier ministre et trois ministres. L'un d'eux est le représentant du WRN Antoni Pajdak.
La défaite de l'Insurrection de Varsovie après 63 jours de combats acharnés et héroïques est un coup dur pour toute la Résistance polonaise, y compris le mouvement socialiste. Néanmoins, il se relève et dès novembre Tomasz Arciszewski devient le premier ministre du gouvernement polonais en exil.

### Répressions après la guerre et la dissolution du parti
En Pologne sous contrôle communiste, le nom de PPS est repris par un groupe d'activistes socialistes associés au parti communiste, avec Edward Osóbka-Morawski et Bolesław Drobner en tête, qui participe au Comité polonais de libération nationale (PKWN), crée par Staline. Le premier secrétaire du parti, Edward Osóbka-Morawski, devient ensuite le chef du gouvernement provisoire installé à Lublin, concurrent communiste du gouvernement polonais légitime de Londres. 
En décembre 1947, lors du Congrès du nouveau PPS Józef Cyrankiewicz est élu à la direction du Parti. En 1948, le parti fusionne avec le Parti ouvrier polonais (PPR), pro-soviétique, pour former le Parti ouvrier unifié polonais (PZPR). Les anciens dirigeants du PPS-WRN sont traduits devant un tribunal militaire et accusés de vouloir renverser le nouveau régime communiste et d'avoir coopéré avec les services de renseignement des pays occidentaux. Tadeusz Szturm, Józef Dziegielewski, Wiktor Krawczyk, Ludwik Cohn et Feliks Misiorowski sont condamnés à jusqu'à dix ans de prison, à la perte de leurs droits civils jusqu'à cinq ans et à la confiscation de leurs biens.
Kazimierz Pużak, prisonnier tsariste, député en 1919-1935, l'un des dirigeants du PPS-WRN, commandant de la Garde populaire du WRN, président du Conseil d'unité nationale, est enlevé, arrêté et jugé à Moscou dans le procès des dirigeants de la Résistance polonaise et assassiné dans une prison de Rawicz en avril 1950. 

### De nos jours
Le PPS a été recréé en 1987 par Jan Józef Lipski, mais ses thèses sont désormais plus proches de l'extrême gauche et il ne représente plus qu'une très faible partie de l'électorat depuis 1989. 
En 1990, il s'oppose à l'Alliance de la gauche démocratique (SLD), l'héritière du Parti ouvrier unifié polonais (POUP), qu'il refuse de rejoindre : « En organisant son enterrement, le Parti ouvrier unifié polonais, parti des communistes polonais, prépare une nouvelle escroquerie. Il désire renaître d’emblée dans les habits de la social-démocratie. Ce parti, qui n’était ni ouvrier, ni unifié, et dont la polonité doit être interrogée car il est né de la volonté et a été l’instrument du dictateur de l’empire voisin — Joseph Staline —, s’imagine qu’il suffit de faire une déclaration solennelle pour être considéré comme une social-démocratie honnête[réf. incomplète]. »
Il assouplit ensuite sa position au prix de vicissitudes internes : il obtient trois députés en 1993 avant de disparaître de la scène politique parlementaire, ses candidats ne dépassant pas 1 % des suffrages aux différents scrutins. À la présidentielle de 2000, son candidat Piotr Ikonowicz (en) n'obtient que 0,22 % des suffrages.
Le parti tente un retour en scène avec la participation aux élections de 2015 à la formation de l'alliance Gauche unie (Alliance de la gauche démocratique (SLD), Twój Ruch (TR), Union du travail (UP), Les Verts (Zieloni), mais celle-ci ne réunit pas les 8 % de suffrages nécessaires à une coalition pour avoir des sièges à la Diète.
Le 27 février 2023, Nouvelle Gauche, La Gauche ensemble, le Parti socialiste polonais et l'Union du travail s'accordent pour se présenter unis aux élections parlementaires d'octobre 2023 au sein d'une même liste électorale "Lewica" (La Gauche).